# Kazachstania wufongensis
Kazachstania wufongensis är en svampart som beskrevs av C.F. Lee 2009. Kazachstania wufongensis ingår i släktet Kazachstania,  och familjen Saccharomycetaceae.   Inga underarter finns listade.